# Hingol
Hingol – rzeka w południowo-zachodnim Pakistanie, licząca 576 km długości i będąca najdłuższą rzeką w prowincji Beludżystan. Rzeka uchodzi do Morza Arabskiego.
W dolnym biegu Hingol przepływa przez terytorium Parku Narodowego Hingol.